# Möllerteich (Unterharz)
Der Möllerteich, auch Möller-Teich oder Grauer Teich, ist ein Stauteich bei Straßberg (Harz) im Unterharz (Sachsen-Anhalt). Er ist Teil des Unterharzer Teich- und Grabensystems.

## Beschreibung
Über die Bauweise der in einem ca. 465 m hohen Tal errichteten Staumauer ist nichts bekannt, es ist jedoch davon auszugehen, dass es sich, entsprechend der anderen Teiche dieses bergbaulichen Wasserwirtschaftssystems, um einen Erddamm mit Kerndichtung handelt. Aufgestaut wird der Rieschengraben. Die Entwässerung erfolgt über den südlichsten Zufluss des Büschengrabens, der kurz hinter dem Teich den Schildelbrücher Kunstgraben kreuzt. Rieschengraben und Schildelbrücher sind Teil des Silberhütter Kunstgrabens.
Der Zufluss ist heute weitgehend zugeschüttet, der stark verlandete Teich wird aus einer winzigen Quelle im verbliebenen Rest gespeist. Der Teich ist als Privatgewässer beschildert, auf dem Damm wurde ein Hochsitz errichtet, der langsam verfällt. Zu Zeiten der DDR war der Teich umzäunt, der Zaun ist mittlerweile verfallen und größtenteils nicht mehr vorhanden.
Der Möllerteichgraben entwässert den Möllerteich in einen weiteren Stauteich, der zudem auch den Büschengraben und den Lindenstammwiesengraben aufstaut.

## Geschichte
Nachdem Georg Christoph von Utterrodt den Schindelbrücher Kunstgraben errichten ließ, wurden an den Stellen, an denen der Graben Bäche kreuzten Schützteiche errichtet. Dabei handelt es sich um kleine Teiche die zur Regulierung des Wasserzuflusses mit einem Schütz versehen wurden. Der größte dieser Schützteiche war der Vorgänger des Möllerteichs.
Der heutige Teich wurde um 1745 unter Leitung von Christian Zacharias Koch erbaut. Der Teich steht dabei in engem Zusammenhang mit dem Rieschengraben, der dem System Wasser aus dem Gebiet von Lude und Schmaler Lude zuführte. Der Möllerteich ist der erste Teich nach dem Austritt des Wassers aus der Ludenrösche, die erst 1745 fertiggestellt werden konnte. Der Möllerteich ist der zuletzt erbaute der Stauteiche im Raum Straßberg. Bis 1903 wurde der Teich als Kunstteich genutzt, von 1904 bis 1910 dann als Triebwerksteich der Aufbereitungsanlage Silberhütte. Seitdem verfällt er, führt aber noch über einen weiteren Stauteich und den Büschengraben dem Oberen Kiliansteich Wasser zu.